# Reggenza delle isole Tanimbar
La reggenza delle isole Tanimbar (in indonesiano: Kabupaten Kepulauan Tanimbar) è una reggenza dell'Indonesia, situata nella provincia di Maluku.
La reggenza comprende le isole Tanimbar.